# Flughafen Odate-Noshiro

i7
i11
i13
Der Flughafen Odate-Noshiro (japanisch 大館能代空港 Odate Noshiro Kūkō, IATA-Code: ONJ, ICAO-Code: RJSR) ist ein kleiner Verkehrsflughafen der Stadt Kitaakita in Japan. Der Flughafen liegt etwa 4 Kilometer südlich vom Stadtzentrum Kita-Akita. Es handelt sich um einen kleinen Regionalflughafen mit nur einer Landebahn, welcher derzeit auch nur Inlandsflüge anbietet.
Neben nationalen Linienverbindungen nach Tokio-Haneda mit All Nippon Airways gibt es unregelmäßige Charterflüge nach Hiroshima und Nanki-Shirahama.
Der Flughafen Odate-Noshiro gilt nach der japanischen Gesetzgebung als Flughafen der 3. Klasse.